# Peter Pöllhuber
Peter Pöllhuber (* 30. April 1985 in Salzburg) ist ein österreichischer Fußballspieler.

## Karriere
Peter Pöllhuber begann seine Karriere beim SV Seekirchen. Seit Juni 2006 ist er für den SC Austria Lustenau in der zweitklassigen Ersten Liga tätig. Er ist der Zwillingsbruder des österreichischen Bundesligaspielers Alexander Pöllhuber. Im April 2012 unterschrieb Pöllhuber bei FC Trenkwalder Admira und spielt ab der Saison 2012/13 in der tipp3 Bundesliga.

## Trivia
Peter Pöllhuber ist der eineiige Zwillingsbruder von Alexander Pöllhuber, welcher ebenfalls als Profifußballer tätig ist. Am 1. Dezember 2012 führte dies zu einem Novum in der Bundesliga, als die beiden beim Spiel des SV Mattersburg gegen den FC Trenkwalder Admira (Endstand: 3:0) gegeneinander am Feld standen.

## Einzelnachweise

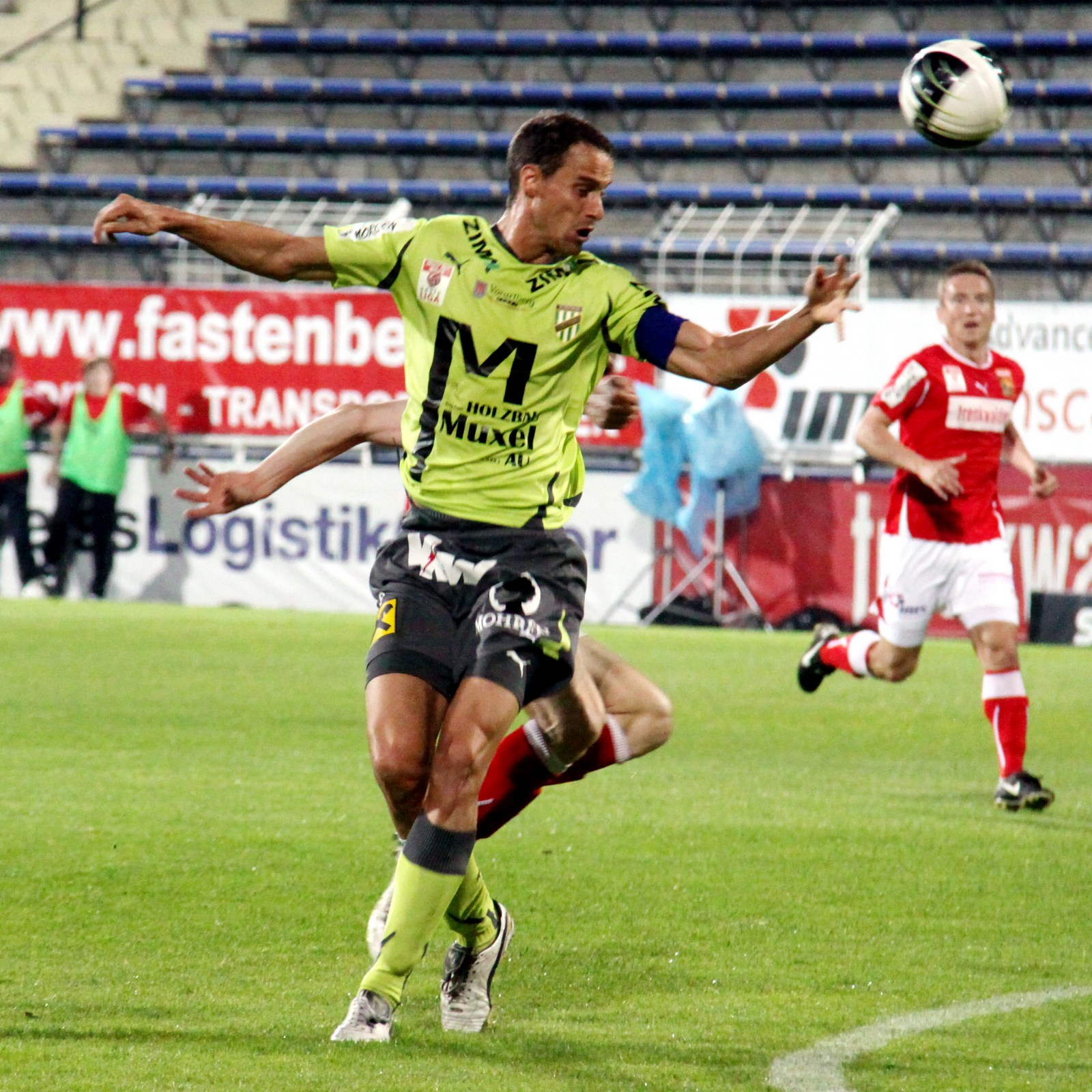
Peter Pöllhuber im Trikot des SC Austria Lustenau (2011)